# فهرست قنات‌های شهرستان ملکان
جدول زیر بر اساس آمار وزارت جهاد کشاورزیتهیه شده‌است. فهرست زیر قنات‌های شهرستان ملکان در استان آذربایجان شرقی را نشان می‌دهد.
| نام قنات         | موقعیت                  | نزدیک‌ترین روستا | طول قنات (متر) | تعداد میله چاه | عمق مادر چاه | دبی (لیتر بر ثانیه) | سطح زیر کشت (هکتار) |
| ---------------- | ----------------------- | --------------- | -------------- | -------------- | ------------ | ------------------- | ------------------- |
| آغ کهریز         | بخش مرکزی شهرستان ملکان | آقمنار          | ۳۵۰            | ۲۵             | ۹            | ۸                   | ۱۲۰                 |
| اغچه مشهد        | بخش مرکزی شهرستان ملکان | اقچه مشهد       | ۱۳۰            | ۹              | ۵            | ۲                   | ۳۰                  |
| امیرغائی         | بخش مرکزی شهرستان ملکان | امیرغایب        | ۵۵۰            | ۳۹             | ۷            | ۲                   | ۱۹                  |
| باباکلک          | بخش مرکزی شهرستان ملکان | باباکلک         | ۴۰۰            | ۲۹             | ۸            | ۱۰                  | ۶۰                  |
| بایرام کندی      | بخش لیلان شهرستان ملکان | بایرام کندی     | ۲۵۰            | ۱۶             | ۷            | ۲                   | ۱۸                  |
| بنائم            | بخش مرکزی شهرستان ملکان | بنائم           | ۳۰۰            | ۲۰             | ۸            | ۱۰                  | ۷۰                  |
| جغالو            | بخش لیلان شهرستان ملکان | جغالو           | ۲۵۰            | ۲۰             | ۵            | ۳                   | ۷۵                  |
| داشبلاغ          | بخش مرکزی شهرستان ملکان | داشبلاغ         | ۱۰۰            | ۷              | ۴            | ۳                   | ۴۵                  |
| زمان‌آباد         | بخش لیلان شهرستان ملکان | زمان‌آباد        | ۳۰۰            | ۲۱             | ۸            | ۲                   | ۲۰                  |
| ساروقیه          | بخش مرکزی شهرستان ملکان | ساروقیه         | ۷۰۰            | ۳۱             | ۱۰           | ۵                   | ۸۰                  |
| شورجه بنائم      | بخش مرکزی شهرستان ملکان | شورجه بنائم     | ۸۰             | ۵              | ۶            | ۶                   | ۲۰                  |
| شیخ بابا         | بخش مرکزی شهرستان ملکان | شیخ بابا        | ۴۳۵            | ۲۱             | ۱۰           | ۱۰                  | ۱۰۰                 |
| شیروانشاملو      | بخش مرکزی شهرستان ملکان | شیروانشاملو     | ۱۰۰            | ۶              | ۶            | ۶                   | ۳۰                  |
| عبدل‌آباد         | بخش لیلان شهرستان ملکان | عبدل‌آباد        | ۳۰۰            | ۱۵             | ۸            | ۵                   | ۴۰                  |
| علی‌آباد          | بخش مرکزی شهرستان ملکان | علی‌آباد         | ۲۵۰            | ۱۸             | ۵            | ۳                   | ۲۰                  |
| قاشقچی           | بخش مرکزی شهرستان ملکان | قاشقچی          | ۷۰             | ۵              | ۴            | ۲                   | ۱۸                  |
| قربانکندی        | بخش لیلان شهرستان ملکان | قربانکندی       | ۱۵۰            | ۱۱             | ۷            | ۴                   | ۱۵                  |
| قلی کندی         | بخش مرکزی شهرستان ملکان | قلی کندی        | ۱۱۰۰           | ۶۰             | ۱۵           | ۸                   | ۸۵                  |
| قندهار           | بخش لیلان شهرستان ملکان | قندهار          | ۳۰۰            | ۲۰             | ۵            | ۳                   | ۴۰                  |
| قوزوچی اولن      | بخش مرکزی شهرستان ملکان | قوزوچی اولن     | ۱۳۰            | ۹              | ۶            | ۳                   | ۴۵                  |
| لطفعلی           | بخش مرکزی شهرستان ملکان | ایگده لوی بزرگ  | ۳۵۰            | ۲۵             | ۸            | ۱۱                  | ۱۰۰                 |
| مسلم بولاغی      | بخش مرکزی شهرستان ملکان | آقمنار          | ۴۰۰            | ۲۲             | ۱۲           | ۱۱                  | ۶۰                  |
| نصرت‌آبادامیرغایب | بخش مرکزی شهرستان ملکان | نصرت‌آباد        | ۲۵۰            | ۱۳             | ۵            | ۲                   | ۲۱                  |
| کندارخی          | بخش مرکزی شهرستان ملکان | ایگده لوی بزرگ  | ۲۰۰            | ۱۲             | ۶            | ۵                   | ۴۰                  |
| کوره بلاغ        | بخش مرکزی شهرستان ملکان | کوره بلاغ       | ۶۰۰            | ۳۲             | ۸            | ۷                   | ۳۰                  |